# Batalla d'Oteiza
Batalla d'Oteiza fou un combat de l'any 1874 durant la Tercera guerra carlina, per la protecció dels combois de subministraments a Vitòria.
La incomunicació en què es trobava la plaça de Vitòria amb la línia de l'Ebre, a mitjans de 1874, obligava a emprar un nombre de forces molt considerables per la protecció dels combois. Amb el fi de facilitar la marxa d'un de més de 300 carros de queviures i algunes peces d'artilleria que amb destí a aquella plaça havia de sortir de Miranda de Ebro el 12 d'agost, el general en cap ordenà que Moriones distreies l'atenció de l'enemic atacant el poble d'Oteiza, situat entre Lizarra i Larraga, a dues llegües de cadascun d'aquests punts, ocupats pels carlistes des de feia poc temps, però sens dubte amb la intenció de conservar-los, ja que Mendiry havia disposat l'estudi d'unes obres de defensa, ja començades, quan va saber que Moriones es trobava el 10 d'agost amb totes les forces del seu cos d'exèrcit concentrades a Larraga. El cap carlista va estar dubtant si devia o no sostenir-se, ja que els atrinxeraments començats el dia 6 no estaven acabats, però la decisió per fi de la consideració de tenir assegurada la seva retirada sense perill.
Oteiza està situada sobre una serra, des d'on es domina tot el terreny vers el sud-est, però al sud l'altura de Licharra, a uns 600 m torba la visió. A l'oest les altures de Santa Barbara dominen al poble, i més enllà el riu Ega, voreja-ble en alguns punts, limita els moviments i serveix de suport al defensor. Al nord el terreny és accidentat, sobretot cap a Mauriain i Monte Esquinza.
Mendiry situà tres batallons als afores del poble, part d'aquests aprofitant les trinxeres construïdes; un altre batalló en reserva dintre del poble; uns altres quatre escalonats a l'oest i a 400 m d'Oteiza per les altures de Santa Barbara al gual d'Avenzano; i, per acabar, situà cinc batallons en les altures de l'ermita de San Cristóbal, a mitjana distància entre Oteiza i Cirauqui, per a evitar que ocupant-les els liberals poguessin entrar fàcilment a Cirauqui i Mañeru, pobles més rics que l'objectiu de l'atac.
Moriones, que el dia 10 pernoctà a Larraga i l'11 emprengué a les sis del matí la marxa vers Oteiza, va poder convèncer-se en arribar a 2 quilòmetres del poble que no tan sols es trobaven atrinxerades en part els seus voltants, sinó també una posició dominant de la seva dreta i alguns punts del Monte Esquinza. La divisió Catalán, que constituïa el flanc dret del front liberal, hauria d'atacar el poble amb la brigada Cortijo, mentre que amb l'altra brigada i forces de cavalleria devia atendre a l'extrema dreta del front per a contenir a les forces carlistes del Monte Esquinza. El coronel Arolas, amb el 2n batalló de Màlaga, dues companyies de Tiradors del Nord i 130 cavalls de Lusitania, es col·locà en el centre, a 1 quilòmetre del poble i a cobert dels focs enemics; i la divisió Colomo, constituint l'esquerra, s'aprestà a forçar les trinxeres de l'extrema dreta enemiga iniciant un moviment envoltant per la seva esquerra. La resta de les forces, una brigada mixta comandada per Jaquetot, se situà en reserva, prenent posicions convenients per acudir al lloc més oportú.
Inicià el combat l'artilleria d'ambdós bàndols, després de miyja hora de foc la divisió Catalán comença avançar, atacant per l'est i sud-est del poble. Entretant, la divisió Colomo emprèn l'atac per l'oest situa la seva artilleria, escortat per part de la cavalleria, a uns 2.000 metres al sud-oest d'Oteiza, mentre la brigada Dabán, que constituïa l'extrema esquerra, es dirigeix a l'extrem dret del front enemic observant la vall de l'Ega, i la brigada Mariné avança sobre les altures de l'oest del poble, apoderant-se d'una que el domina, sent socorreguda per un batalló dels de Dabán amb el fi d'assegurar la posició conquerida.
En aquesta situació, sent les dotze i mitja del migdia, s'accentuà el moviment envoltant per l'est; la divisió Catalán, amb les seves guerrilles, arriba a uns 50 metres del poble; Mariné segueix el seu moviment envoltant per l'oest i Arolas avança pel sud, servint de llaç d'unió entre ambdues columnes d'atac. DE sobte la situació de la divisió Colomo es fa difícil per haver-se presentat en la vall de l'Ega fortes masses enemigues d'infanteria i cavalleria tractant d'envoltar la seva esquerra, masses que es retiraren quan el general Moriones disposà que un batalló i 150 cavalls de la reserva reforcessin el flanc amenaçat.
Des del Monte Esquinza els carlistes feien foc amb peces del 8 el 12, fins que els liberals apagà els seus focs, i dos batallons d'infanteria amb uns quants cavalls s'establiren en posició per a impedir tot l'atac per aquella banda.
En vista de l'avançada posició de les seves tropes Moriones ordenà l'atac general, i davant la regularitat, aplom i entusiasme de les tropes liberals, els carlistes abandonaren el poble, fent alguns trets des d'una posició que tenien establerta prop de Villatuerta abans de retirar-se definitivament del camp. Les baixes dels liberals foren 422 per 172 dels carlins.
El general Moriones demostrà en aquesta batalla no tan sols el coneixement del terreny i de l'enemic, sinó també les seves excel·lents condicions militars, fent maniobrar de manera admirable les seves tropes. És de notar aquest combat perquè per primera vegada els carlistes gosaren batre's al descobert en part i fer ús de l'artilleria. S'ha d'advertir que els carlins no tingueren temps de preparar les seves posicions que, a més, no defensaren amb les forces precises. Sostingueren malament al poble davant el temor de veure's envoltats per la cavalleria liberal, sense tenir en compte que part de les seves forces ben col·locades podien impedir-ho. Els batallons carlistes del Monte Esquinza romangueren inactius i no maniobraren, ja que d'haver atacat la dreta liberal l'haguessin posat en una greu situació. I, per acabar, els carlistes no portaren gens bé el servei de municionament, havent companyies que no varen poder continuar el combat per manca de cartutxos.